# Tour de Turquie 2016
La 52e édition du Tour de Turquie a eu lieu du 24 avril au 1er mai 2016. La course fait partie du calendrier UCI Europe Tour 2016 en catégorie 2.HC.
L'épreuve a été remportée par le Portugais José Gonçalves (Caja Rural-Seguros RGA) qui s'impose 18 secondes devant son coéquipier l'Espagnol David Arroyo et 56 secondes devant le Kazakh Nikita Stalnov (Astana City).
L'Italien Manuel Belletti (Southeast-Venezuela) remporte le classement par points tandis que le Polonais Przemysław Niemiec (Lampre-Merida), vainqueur de la première étape, s'adjuge celui de la montagne. L'Espagnol Lluís Mas (Caja Rural-Seguros RGA) gagne le classement des sprints nommé beauties of Turkey et sa formation espagnole celui de la meilleure équipe.

## Présentation

### Équipes
Classé en catégorie 2.HC de l'UCI Europe Tour, le Tour de Turquie est par conséquent ouvert aux WorldTeams dans la limite de 70 % des équipes participantes, aux équipes continentales professionnelles, aux équipes continentales turques, aux équipes continentales étrangères dans la limite de deux, et à une équipe nationale turque.
Seize équipes participent à ce Tour de Turquie - deux WorldTeams, huit équipes continentales professionnelles et six équipes continentales :
| UCI WorldTeams  | UCI WorldTeams | UCI WorldTeams |
| Nom de l'équipe | Pays           | Code           |
| --------------- | -------------- | -------------- |
| Lampre-Merida   | Italie         | LAM            |
| Lotto-Soudal    | Belgique       | LTS            |

| Équipes continentales professionnelles | Équipes continentales professionnelles | Équipes continentales professionnelles |
| Nom de l'équipe                        | Pays                                   | Code                                   |
| -------------------------------------- | -------------------------------------- | -------------------------------------- |
| Caja Rural-Seguros RGA                 | Espagne                                | CJR                                    |
| CCC Sprandi Polkowice                  | Pologne                                | CCC                                    |
| Delko-Marseille Provence-KTM           | France                                 | DMP                                    |
| Funvic Soul Cycles-Carrefour           | Brésil                                 | FSC                                    |
| Nippo-Vini Fantini                     | Italie                                 | NIP                                    |
| Roth                                   | Suisse                                 | ROT                                    |
| Southeast-Venezuela                    | Italie                                 | STH                                    |
| Verva ActiveJet                        | Pologne                                | VAT                                    |

| Équipes continentales     | Équipes continentales | Équipes continentales |
| Nom de l'équipe           | Pays                  | Code                  |
| ------------------------- | --------------------- | --------------------- |
| Alpha Baltic-Maratoni.lv  | Lettonie              | ALB                   |
| Astana City               | Kazakhstan            | TSE                   |
| Hrinkow Advarics Cycleang | Autriche              | HAC                   |
| Parkhotel Valkenburg      | Pays-Bas              | PVC                   |
| Torku Şekerspor           | Turquie               | TRK                   |
| Unieuro Wilier            | Italie                | UNI                   |

## Étapes
| Étape     | Date    | Villes étapes         | type                      | Distance (km) | Vainqueur d'étape  | Leader du classement général |
| --------- | ------- | --------------------- | ------------------------- | ------------- | ------------------ | ---------------------------- |
| 1re étape | 24 avr. | Istanbul – Istanbul   | étape vallonnée           | 129,2         | Przemysław Niemiec | Przemysław Niemiec           |
| 2e étape  | 25 avr. | Cappadoce – Cappadoce | étape de moyenne montagne | 154,1         | Pello Bilbao       | Przemysław Niemiec           |
| 3e étape  | 26 avr. | Aksaray – Konya       | étape vallonnée           | 158,9         | André Greipel      | Pello Bilbao                 |
| 4e étape  | 27 avr. | Seydişehir – Alanya   | étape vallonnée           | 187           | Sacha Modolo       | Pello Bilbao                 |
| 5e étape  | 28 avr. | Alanya – Kemer        | étape de plaine           | 189,3         | Jakub Mareczko     | Pello Bilbao                 |
| 6e étape  | 29 avr. | Kumluca – Elmalı      | étape de montagne         | 116,9         | Jaime Rosón        | José Gonçalves               |
| 7e étape  | 30 avr. | Fethiye – Marmaris    | étape vallonnée           | 128,6         | Sacha Modolo       | José Gonçalves               |
| 8e étape  | 1 mai   | Marmaris – Selçuk     | étape vallonnée           | 201,7         | Jakub Mareczko     | José Gonçalves               |

## Déroulement de la course

### 1reétape
| Classement de l'étape | Classement de l'étape | Classement de l'étape | Classement de l'étape        | Classement de l'étape |
|                       | Coureur               | Pays                  | Équipe                       | Temps                 |
| --------------------- | --------------------- | --------------------- | ---------------------------- | --------------------- |
| 1er                   | Przemysław Niemiec    | Pologne               | Lampre-Merida                | en 3 h 10 min 18 s    |
| 2e                    | José Gonçalves        | Portugal              | Caja Rural-Seguros RGA       | + 11 s                |
| 3e                    | Marco Zanotti         | Italie                | Parkhotel Valkenburg         | + 16 s                |
| 4e                    | Mauro Finetto         | Italie                | Unieuro Wilier               | + 16 s                |
| 5e                    | Matteo Malucelli      | Italie                | Unieuro Wilier               | + 16 s                |
| 6e                    | Grzegorz Stępniak     | Pologne               | CCC Sprandi Polkowice        | + 16 s                |
| 7e                    | Manuel Belletti       | Italie                | Southeast-Venezuela          | + 16 s                |
| 8e                    | Quentin Pacher        | France                | Delko-Marseille Provence-KTM | + 16 s                |
| 9e                    | Daniele Colli         | Italie                | Nippo-Vini Fantini           | + 16 s                |
| 10e                   | Peio Bilbao           | Espagne               | Caja Rural-Seguros RGA       | + 16 s                |
| modifier              |                       |                       |                              |                       |

| Classement général | Classement général | Classement général | Classement général           | Classement général |
|                    | Coureur            | Pays               | Équipe                       | Temps              |
| ------------------ | ------------------ | ------------------ | ---------------------------- | ------------------ |
| 1er                | Przemysław Niemiec | Pologne            | Lampre-Merida                | en 3 h 10 min 18 s |
| 2e                 | José Gonçalves     | Portugal           | Caja Rural-Seguros RGA       | + 11 s             |
| 3e                 | Marco Zanotti      | Italie             | Parkhotel Valkenburg         | + 16 s             |
| 4e                 | Mauro Finetto      | Italie             | Unieuro Wilier               | + 16 s             |
| 5e                 | Matteo Malucelli   | Italie             | Unieuro Wilier               | + 16 s             |
| 6e                 | Grzegorz Stępniak  | Pologne            | CCC Sprandi Polkowice        | + 16 s             |
| 7e                 | Manuel Belletti    | Italie             | Southeast-Venezuela          | + 16 s             |
| 8e                 | Quentin Pacher     | France             | Delko-Marseille Provence-KTM | + 16 s             |
| 9e                 | Daniele Colli      | Italie             | Nippo-Vini Fantini           | + 16 s             |
| 10e                | Peio Bilbao        | Espagne            | Caja Rural-Seguros RGA       | + 16 s             |
| modifier           |                    |                    |                              |                    |

### 2eétape
| Classement de l'étape | Classement de l'étape | Classement de l'étape | Classement de l'étape        | Classement de l'étape |
|                       | Coureur               | Pays                  | Équipe                       | Temps                 |
| --------------------- | --------------------- | --------------------- | ---------------------------- | --------------------- |
| 1er                   | Peio Bilbao           | Espagne               | Caja Rural-Seguros RGA       | en 4 h 18 min 51 s    |
| 2e                    | José Gonçalves        | Portugal              | Caja Rural-Seguros RGA       | + 10 s                |
| 3e                    | Mauro Finetto         | Italie                | Unieuro Wilier               | + 10 s                |
| 4e                    | Przemysław Niemiec    | Pologne               | Lampre-Merida                | + 10 s                |
| 5e                    | David Arroyo          | Espagne               | Caja Rural-Seguros RGA       | + 13 s                |
| 6e                    | Ricardo Vilela        | Portugal              | Caja Rural-Seguros RGA       | + 13 s                |
| 7e                    | Quentin Pacher        | France                | Delko-Marseille Provence-KTM | + 13 s                |
| 8e                    | Jaime Rosón           | Espagne               | Caja Rural-Seguros RGA       | + 13 s                |
| 9e                    | Ilia Koshevoy         | Biélorussie           | Lampre-Merida                | + 17 s                |
| 10e                   | Rémy Di Grégorio      | France                | Delko-Marseille Provence-KTM | + 17 s                |
| modifier              |                       |                       |                              |                       |

| Classement général | Classement général | Classement général | Classement général           | Classement général |
|                    | Coureur            | Pays               | Équipe                       | Temps              |
| ------------------ | ------------------ | ------------------ | ---------------------------- | ------------------ |
| 1er                | Przemysław Niemiec | Pologne            | Lampre-Merida                | en 7 h 29 min 19 s |
| 2e                 | Peio Bilbao        | Espagne            | Caja Rural-Seguros RGA       | + 6 s              |
| 3e                 | José Gonçalves     | Portugal           | Caja Rural-Seguros RGA       | + 11 s             |
| 4e                 | Mauro Finetto      | Italie             | Unieuro Wilier               | + 16 s             |
| 5e                 | Quentin Pacher     | France             | Delko-Marseille Provence-KTM | + 19 s             |
| 6e                 | David Arroyo       | Espagne            | Caja Rural-Seguros RGA       | + 19 s             |
| 7e                 | Ricardo Vilela     | Portugal           | Caja Rural-Seguros RGA       | + 19 s             |
| 8e                 | Jaime Rosón        | Espagne            | Caja Rural-Seguros RGA       | + 19 s             |
| 9e                 | Nikita Stalnov     | Kazakhstan         | Astana City                  | + 28 s             |
| 10e                | Sylwester Szmyd    | Pologne            | CCC Sprandi Polkowice        | + 35 s             |
| modifier           |                    |                    |                              |                    |

### 3eétape
| Classement de l'étape | Classement de l'étape | Classement de l'étape | Classement de l'étape | Classement de l'étape |
|                       | Coureur               | Pays                  | Équipe                | Temps                 |
| --------------------- | --------------------- | --------------------- | --------------------- | --------------------- |
| 1er                   | André Greipel         | Allemagne             | Lotto-Soudal          | en 3 h 48 min 33 s    |
| 2e                    | Alberto Cecchin       | Italie                | Roth                  | + 0 s                 |
| 3e                    | Kris Boeckmans        | Belgique              | Lotto-Soudal          | + 0 s                 |
| 4e                    | Nicola Toffali        | Italie                | Roth                  | + 3 s                 |
| 5e                    | Gregory Henderson     | Nouvelle-Zélande      | Lotto-Soudal          | + 4 s                 |
| 6e                    | Stig Broeckx          | Belgique              | Lotto-Soudal          | + 4 s                 |
| 7e                    | Gert Dockx            | Belgique              | Lotto-Soudal          | + 9 s                 |
| 8e                    | Frederik Frison       | Belgique              | Lotto-Soudal          | + 9 s                 |
| 9e                    | Roberto Ferrari       | Italie                | Lampre-Merida         | + 2 min 14 s          |
| 10e                   | Riccardo Stacchiotti  | Italie                | Nippo-Vini Fantini    | + 2 min 14 s          |
| modifier              |                       |                       |                       |                       |

| Classement général | Classement général | Classement général | Classement général     | Classement général  |
|                    | Coureur            | Pays               | Équipe                 | Temps               |
| ------------------ | ------------------ | ------------------ | ---------------------- | ------------------- |
| 1er                | Peio Bilbao        | Espagne            | Caja Rural-Seguros RGA | en 11 h 20 min 12 s |
| 2e                 | José Gonçalves     | Portugal           | Caja Rural-Seguros RGA | + 5 s               |
| 3e                 | David Arroyo       | Espagne            | Caja Rural-Seguros RGA | + 13 s              |
| 4e                 | Nikita Stalnov     | Kazakhstan         | Astana City            | + 22 s              |
| 5e                 | Lluís Mas          | Espagne            | Caja Rural-Seguros RGA | + 1 min 14 s        |
| 6e                 | Adam Hansen        | Australie          | Lotto-Soudal           | + 2 min 22 s        |
| 7e                 | Gregory Henderson  | Nouvelle-Zélande   | Lotto-Soudal           | + 3 min 21 s        |
| 8e                 | André Greipel      | Allemagne          | Lotto-Soudal           | + 5 min 41 s        |
| 9e                 | Stig Broeckx       | Belgique           | Lotto-Soudal           | + 7 min 34 s        |
| 10e                | Gert Dockx         | Belgique           | Lotto-Soudal           | + 8 min 34 s        |
| modifier           |                    |                    |                        |                     |

### 4eétape
| Classement de l'étape | Classement de l'étape | Classement de l'étape | Classement de l'étape    | Classement de l'étape |
|                       | Coureur               | Pays                  | Équipe                   | Temps                 |
| --------------------- | --------------------- | --------------------- | ------------------------ | --------------------- |
| 1er                   | Sacha Modolo          | Italie                | Lampre-Merida            | en 4 h 26 min 26 s    |
| 2e                    | Daniele Colli         | Italie                | Nippo-Vini Fantini       | m.t                   |
| 3e                    | Marco Zanotti         | Italie                | Parkhotel Valkenburg     | m.t                   |
| 4e                    | Manuel Belletti       | Italie                | Southeast-Venezuela      | m.t                   |
| 5e                    | Jakub Mareczko        | Italie                | Southeast-Venezuela      | m.t                   |
| 6e                    | Andris Smirnovs       | Lettonie              | Alpha Baltic-Maratoni.lv | m.t                   |
| 7e                    | Alberto Cecchin       | Italie                | Roth                     | m.t                   |
| 8e                    | Grzegorz Stępniak     | Pologne               | CCC Sprandi Polkowice    | m.t                   |
| 9e                    | Matteo Malucelli      | Italie                | Unieuro Wilier           | m.t                   |
| 10e                   | Vadim Galeyev         | Kazakhstan            | Astana City              | m.t                   |
| modifier              |                       |                       |                          |                       |

| Classement général | Classement général | Classement général | Classement général     | Classement général  |
|                    | Coureur            | Pays               | Équipe                 | Temps               |
| ------------------ | ------------------ | ------------------ | ---------------------- | ------------------- |
| 1er                | Peio Bilbao        | Espagne            | Caja Rural-Seguros RGA | en 15 h 46 min 38 s |
| 2e                 | José Gonçalves     | Portugal           | Caja Rural-Seguros RGA | + 5 s               |
| 3e                 | David Arroyo       | Espagne            | Caja Rural-Seguros RGA | + 13 s              |
| 4e                 | Nikita Stalnov     | Kazakhstan         | Astana City            | + 22 s              |
| 5e                 | Lluís Mas          | Espagne            | Caja Rural-Seguros RGA | + 1 min 14 s        |
| 6e                 | Adam Hansen        | Australie          | Lotto-Soudal           | + 2 min 22 s        |
| 7e                 | Gregory Henderson  | Nouvelle-Zélande   | Lotto-Soudal           | + 3 min 46 s        |
| 8e                 | André Greipel      | Allemagne          | Lotto-Soudal           | + 5 min 41 s        |
| 9e                 | Stig Broeckx       | Belgique           | Lotto-Soudal           | + 7 min 34 s        |
| 10e                | Gert Dockx         | Belgique           | Lotto-Soudal           | + 8 min 59 s        |
| modifier           |                    |                    |                        |                     |

### 5eétape
| Classement de l'étape | Classement de l'étape | Classement de l'étape | Classement de l'étape        | Classement de l'étape |
|                       | Coureur               | Pays                  | Équipe                       | Temps                 |
| --------------------- | --------------------- | --------------------- | ---------------------------- | --------------------- |
| 1er                   | Jakub Mareczko        | Italie                | Southeast-Venezuela          | en 4 h 20 min 28 s    |
| 2e                    | André Greipel         | Allemagne             | Lotto-Soudal                 | m.t                   |
| 3e                    | Manuel Belletti       | Italie                | Southeast-Venezuela          | m.t                   |
| 4e                    | Matteo Malucelli      | Italie                | Unieuro Wilier               | m.t                   |
| 5e                    | Daniele Colli         | Italie                | Nippo-Vini Fantini           | m.t                   |
| 6e                    | Christophe Laborie    | France                | Delko-Marseille Provence-KTM | m.t                   |
| 7e                    | Grzegorz Stępniak     | Pologne               | CCC Sprandi Polkowice        | m.t                   |
| 8e                    | Sacha Modolo          | Italie                | Lampre-Merida                | m.t                   |
| 9e                    | Alberto Cecchin       | Italie                | Roth                         | m.t                   |
| 10e                   | Vadim Galeyev         | Kazakhstan            | Astana City                  | m.t                   |
| modifier              |                       |                       |                              |                       |

| Classement général | Classement général | Classement général | Classement général     | Classement général |
|                    | Coureur            | Pays               | Équipe                 | Temps              |
| ------------------ | ------------------ | ------------------ | ---------------------- | ------------------ |
| 1er                | Peio Bilbao        | Espagne            | Caja Rural-Seguros RGA | en 20 h 7 min 6 s  |
| 2e                 | José Gonçalves     | Portugal           | Caja Rural-Seguros RGA | + 5 s              |
| 3e                 | David Arroyo       | Espagne            | Caja Rural-Seguros RGA | + 13 s             |
| 4e                 | Nikita Stalnov     | Kazakhstan         | Astana City            | + 22 s             |
| 5e                 | Lluís Mas          | Espagne            | Caja Rural-Seguros RGA | + 1 min 14 s       |
| 6e                 | Adam Hansen        | Australie          | Lotto-Soudal           | + 2 min 22 s       |
| 7e                 | Gregory Henderson  | Nouvelle-Zélande   | Lotto-Soudal           | + 3 min 46 s       |
| 8e                 | André Greipel      | Allemagne          | Lotto-Soudal           | + 5 min 41 s       |
| 9e                 | Stig Broeckx       | Belgique           | Lotto-Soudal           | + 8 min 1 s        |
| 10e                | Gert Dockx         | Belgique           | Lotto-Soudal           | + 9 min 38 s       |
| modifier           |                    |                    |                        |                    |

### 6eétape
| Classement de l'étape | Classement de l'étape | Classement de l'étape | Classement de l'étape  | Classement de l'étape |
|                       | Coureur               | Pays                  | Équipe                 | Temps                 |
| --------------------- | --------------------- | --------------------- | ---------------------- | --------------------- |
| 1er                   | Jaime Rosón           | Espagne               | Caja Rural-Seguros RGA | en 3 h 22 min 16 s    |
| 2e                    | Przemysław Niemiec    | Pologne               | Lampre-Merida          | + 2 s                 |
| 3e                    | Paweł Cieślik         | Pologne               | Verva ActiveJet        | + 12 s                |
| 4e                    | Ilia Koshevoy         | Biélorussie           | Lampre-Merida          | + 16 s                |
| 5e                    | Jan Hirt              | Tchéquie              | CCC Sprandi Polkowice  | + 19 s                |
| 6e                    | José Gonçalves        | Portugal              | Caja Rural-Seguros RGA | + 30 s                |
| 7e                    | Mauro Finetto         | Italie                | Unieuro Wilier         | + 38 s                |
| 8e                    | Davide Rebellin       | Italie                | CCC Sprandi Polkowice  | + 40 s                |
| 9e                    | David Arroyo          | Espagne               | Caja Rural-Seguros RGA | + 40 s                |
| 10e                   | Sylwester Szmyd       | Pologne               | CCC Sprandi Polkowice  | + 51 s                |
| modifier              |                       |                       |                        |                       |

| Classement général | Classement général | Classement général | Classement général     | Classement général  |
|                    | Coureur            | Pays               | Équipe                 | Temps               |
| ------------------ | ------------------ | ------------------ | ---------------------- | ------------------- |
| 1er                | José Gonçalves     | Portugal           | Caja Rural-Seguros RGA | en 23 h 59 min 57 s |
| 2e                 | David Arroyo       | Espagne            | Caja Rural-Seguros RGA | + 18 s              |
| 3e                 | Nikita Stalnov     | Kazakhstan         | Astana City            | + 46 s              |
| 4e                 | Lluís Mas          | Espagne            | Caja Rural-Seguros RGA | + 2 min 13 s        |
| 5e                 | Adam Hansen        | Australie          | Lotto-Soudal           | + 4 min 21 s        |
| 6e                 | Gregory Henderson  | Nouvelle-Zélande   | Lotto-Soudal           | + 6 min 46 s        |
| 7e                 | Stig Broeckx       | Belgique           | Lotto-Soudal           | + 9 min 22 s        |
| 8e                 | Peio Bilbao        | Espagne            | Caja Rural-Seguros RGA | + 12 min 14 s       |
| 9e                 | Gert Dockx         | Belgique           | Lotto-Soudal           | + 12 min 46 s       |
| 10e                | Jaime Rosón        | Espagne            | Caja Rural-Seguros RGA | + 12 min 58 s       |
| modifier           |                    |                    |                        |                     |

### 7eétape
| Classement de l'étape | Classement de l'étape | Classement de l'étape | Classement de l'étape  | Classement de l'étape |
|                       | Coureur               | Pays                  | Équipe                 | Temps                 |
| --------------------- | --------------------- | --------------------- | ---------------------- | --------------------- |
| 1er                   | Sacha Modolo          | Italie                | Lampre-Merida          | en 3 h 15 min 14 s    |
| 2e                    | Manuel Belletti       | Italie                | Southeast-Venezuela    | m.t                   |
| 3e                    | Marco Zanotti         | Italie                | Parkhotel Valkenburg   | m.t                   |
| 4e                    | Grzegorz Stępniak     | Pologne               | CCC Sprandi Polkowice  | m.t                   |
| 5e                    | Daniele Colli         | Italie                | Nippo-Vini Fantini     | m.t                   |
| 6e                    | Alberto Cecchin       | Italie                | Roth                   | m.t                   |
| 7e                    | Ahmet Örken           | Turquie               | Torku Şekerspor        | m.t                   |
| 8e                    | Kris Boeckmans        | Belgique              | Lotto-Soudal           | m.t                   |
| 9e                    | Roberto Ferrari       | Italie                | Lampre-Merida          | m.t                   |
| 10e                   | Domingos Gonçalves    | Portugal              | Caja Rural-Seguros RGA | m.t                   |
| modifier              |                       |                       |                        |                       |

| Classement général | Classement général | Classement général | Classement général     | Classement général  |
|                    | Coureur            | Pays               | Équipe                 | Temps               |
| ------------------ | ------------------ | ------------------ | ---------------------- | ------------------- |
| 1er                | José Gonçalves     | Portugal           | Caja Rural-Seguros RGA | en 26 h 46 min 15 s |
| 2e                 | David Arroyo       | Espagne            | Caja Rural-Seguros RGA | + 18 s              |
| 3e                 | Nikita Stalnov     | Kazakhstan         | Astana City            | + 46 s              |
| 4e                 | Lluís Mas          | Espagne            | Caja Rural-Seguros RGA | + 2 min 13 s        |
| 5e                 | Adam Hansen        | Australie          | Lotto-Soudal           | + 4 min 21 s        |
| 6e                 | Gregory Henderson  | Nouvelle-Zélande   | Lotto-Soudal           | + 6 min 46 s        |
| 7e                 | Stig Broeckx       | Belgique           | Lotto-Soudal           | + 9 min 22 s        |
| 8e                 | Gert Dockx         | Belgique           | Lotto-Soudal           | + 12 min 46 s       |
| 9e                 | Jaime Rosón        | Espagne            | Caja Rural-Seguros RGA | + 12 min 58 s       |
| 10e                | Mauro Finetto      | Italie             | Unieuro-Wilier         | + 13 min 4 s        |
| modifier           |                    |                    |                        |                     |

### 8eétape
| Classement de l'étape | Classement de l'étape | Classement de l'étape | Classement de l'étape        | Classement de l'étape |
|                       | Coureur               | Pays                  | Équipe                       | Temps                 |
| --------------------- | --------------------- | --------------------- | ---------------------------- | --------------------- |
| 1er                   | Jakub Mareczko        | Italie                | Southeast-Venezuela          | en 5 h 46 min 24 s    |
| 2e                    | Sacha Modolo          | Italie                | Lampre-Merida                | m.t                   |
| 3e                    | Francisco Chamorro    | Argentine             | Funvic Soul Cycles-Carrefour | m.t                   |
| 4e                    | Kris Boeckmans        | Belgique              | Lotto-Soudal                 | m.t                   |
| 5e                    | Ahmet Örken           | Turquie               | Torku Şekerspor              | m.t                   |
| 6e                    | Daniele Colli         | Italie                | Nippo-Vini Fantini           | m.t                   |
| 7e                    | Manuel Belletti       | Italie                | Southeast-Venezuela          | m.t                   |
| 8e                    | Grzegorz Stępniak     | Pologne               | CCC Sprandi Polkowice        | m.t                   |
| 9e                    | Marco Zanotti         | Italie                | Parkhotel Valkenburg         | m.t                   |
| 10e                   | Eduard-Michael Grosu  | Roumanie              | Nippo-Vini Fantini           | m.t                   |
| modifier              |                       |                       |                              |                       |

## Classements finals

### Classement général final
| Classement général final | Classement général final | Classement général final | Classement général final | Classement général final |
|                          | Coureur                  | Pays                     | Équipe                   | Temps                    |
| ------------------------ | ------------------------ | ------------------------ | ------------------------ | ------------------------ |
| 1er                      | José Gonçalves           | Portugal                 | Caja Rural-Seguros RGA   | en 32 h 31 min 35 s      |
| 2e                       | David Arroyo             | Espagne                  | Caja Rural-Seguros RGA   | + 18 s                   |
| 3e                       | Nikita Stalnov           | Kazakhstan               | Astana City              | + 56 s                   |
| 4e                       | Lluís Mas                | Espagne                  | Caja Rural-Seguros RGA   | + 2 min 13 s             |
| 5e                       | Adam Hansen              | Australie                | Lotto-Soudal             | + 4 min 46 s             |
| 6e                       | Gregory Henderson        | Nouvelle-Zélande         | Lotto-Soudal             | + 6 min 46 s             |
| 7e                       | Stig Broeckx             | Belgique                 | Lotto-Soudal             | + 9 min 22 s             |
| 8e                       | Gert Dockx               | Belgique                 | Lotto-Soudal             | + 12 min 46 s            |
| 9e                       | Jaime Rosón              | Espagne                  | Caja Rural-Seguros RGA   | + 12 min 58 s            |
| 10e                      | Mauro Finetto            | Italie                   | Unieuro-Wilier           | + 13 min 8 s             |
| modifier                 |                          |                          |                          |                          |

### Classements annexes
| Classement par points | Classement par points | Classement par points | Classement par points | Classement par points |
| --------------------- | --------------------- | --------------------- | --------------------- | --------------------- |
|                       | Coureur               | Pays                  | Équipe                | Point(s)              |
| 1er                   | Manuel Belletti       | Italie                | Southeast-Venezuela   | 62 points             |
| 2e                    | Daniele Colli         | Italie                | Nippo-Vini Fantini    | 56 pts                |
| 3e                    | Sacha Modolo          | Italie                | Lampre-Merida         | 54 pts                |
| modifier              |                       |                       |                       |                       |

| Classement de la montagne | Classement de la montagne | Classement de la montagne | Classement de la montagne | Classement de la montagne |
| ------------------------- | ------------------------- | ------------------------- | ------------------------- | ------------------------- |
|                           | Coureur                   | Pays                      | Équipe                    | Point(s)                  |
| 1er                       | Przemysław Niemiec        | Pologne                   | Lampre-Merida             | 21 points                 |
| 2e                        | Ilia Koshevoy             | Biélorussie               | Lampre-Merida             | 16 pts                    |
| 3e                        | Jaime Rosón               | Espagne                   | Caja Rural-Seguros RGA    | 15 pts                    |
| modifier                  |                           |                           |                           |                           |

| Classement des beauties of Turkey | Classement des beauties of Turkey | Classement des beauties of Turkey | Classement des beauties of Turkey | Classement des beauties of Turkey |
| --------------------------------- | --------------------------------- | --------------------------------- | --------------------------------- | --------------------------------- |
|                                   | Coureur                           | Pays                              | Équipe                            | Point(s)                          |
| 1er                               | Lluís Mas                         | Espagne                           | Caja Rural-Seguros RGA            | 10 points                         |
| 2e                                | Paweł Cieślik                     | Pologne                           | Verva ActiveJet                   | 8 pts                             |
| 3e                                | Peter Schulting                   | Pays-Bas                          | Parkhotel Valkenburg              | 6 pts                             |
| modifier                          |                                   |                                   |                                   |                                   |

| Classement par équipes | Classement par équipes | Classement par équipes | Classement par équipes |
|                        | Équipe                 | Pays                   | Temps                  |
| ---------------------- | ---------------------- | ---------------------- | ---------------------- |
| 1re                    | Caja Rural-Seguros RGA | Espagne                | en 97 h 34 min 28 s    |
| 2e                     | Lotto-Soudal           | Belgique               | + 15 min 47 s          |
| 3e                     | Lampre-Merida          | Italie                 | + 37 min 22 s          |
| modifier               |                        |                        |                        |

### UCI Europe Tour
Ce Tour de Turquie attribue des points pour l'UCI Europe Tour 2016, y compris aux coureurs faisant partie d'une équipe ayant un label WorldTeam. De plus la course donne le même nombre de points individuellement à tous les coureurs pour le Classement mondial UCI 2016.
| Position           | 1er | 2e  | 3e  | 4e  | 5e | 6e | 7e | 8e | 9e | 10e | 11e | 12e | 13e | 14e | 15e | 16e à 30e | 31e à 40e |
| Classement général | 200 | 150 | 125 | 100 | 85 | 70 | 60 | 50 | 40 | 35  | 30  | 25  | 20  | 15  | 10  | 5         | 3         |
| Par étape          | 20  | 10  | 5   |     |    |    |    |    |    |     |     |     |     |     |     |           |           |
| Leader, par étape  | 5   |     |     |     |    |    |    |    |    |     |     |     |     |     |     |           |           |

| Cycliste           | Équipe                       | Général | Étape | Leader | Total |
| ------------------ | ---------------------------- | ------- | ----- | ------ | ----- |
| José Gonçalves     | Caja Rural-Seguros RGA       | 200     | 20    | 10     | 230   |
| David Arroyo       | Caja Rural-Seguros RGA       | 150     | -     | -      | 150   |
| Nikita Stalnov     | Astana City                  | 125     | -     | -      | 125   |
| Lluís Mas          | Caja Rural-Seguros RGA       | 100     | -     | -      | 100   |
| Adam Hansen        | Lotto-Soudal                 | 85      | -     | -      | 85    |
| Gregory Henderson  | Lotto-Soudal                 | 70      | -     | -      | 70    |
| Stig Broeckx       | Lotto-Soudal                 | 60      | -     | -      | 60    |
| Jaime Rosón        | Caja Rural-Seguros RGA       | 40      | 20    | -      | 60    |
| Gert Dockx         | Lotto-Soudal                 | 50      | -     | -      | 50    |
| Sacha Modolo       | Lampre-Merida                | -       | 50    | -      | 50    |
| Przemysław Niemiec | Lampre-Merida                | 5       | 30    | 10     | 45    |
| Mauro Finetto      | Unieuro-Wilier               | 35      | 5     | -      | 40    |
| Jakub Mareczko     | Southeast-Venezuela          | -       | 40    | -      | 40    |
| Peio Bilbao        | Caja Rural-Seguros RGA       | -       | 20    | 15     | 35    |
| André Greipel      | Lotto-Soudal                 | -       | 30    | -      | 30    |
| Ricardo Vilela     | Caja Rural-Seguros RGA       | 30      | -     | -      | 30    |
| Quentin Pacher     | Delko-Marseille Provence-KTM | 25      | -     | -      | 25    |
| Giovanni Carboni   | Unieuro Wilier               | 20      | -     | -      | 20    |
| Manuel Belletti    | Southeast-Venezuela          | -       | 15    | -      | 15    |
| Daniele Colli      | Nippo-Vini Fantini           | 5       | 10    | -      | 15    |
| Jasper Ockeloen    | Parkhotel Valkenburg         | 15      | -     | -      | 15    |
| Marco Zanotti      | Parkhotel Valkenburg         | -       | 15    | -      | 15    |
| Alberto Cecchin    | Roth                         | 3       | 10    | -      | 13    |
| Paweł Cieślik      | Verva ActiveJet              | 5       | 5     | -      | 10    |
| Karel Hník         | Verva ActiveJet              | 10      | -     | -      | 10    |
| Galym Akhmetov     | Astana City                  | 5       | -     | -      | 5     |
| Nazim Bakırcı      | Torku Şekerspor              | 5       | -     | -      | 5     |
| Kris Boeckmans     | Lotto-Soudal                 | -       | 5     | -      | 5     |
| Francisco Chamorro | Funvic Soul Cycles-Carrefour | -       | 5     | -      | 5     |
| Kristijan Đurasek  | Lampre-Merida                | 5       | -     | -      | 5     |
| Jochem Hoekstra    | Parkhotel Valkenburg         | 5       | -     | -      | 5     |
| Ilia Koshevoy      | Lampre-Merida                | 5       | -     | -      | 5     |
| Simone Petilli     | Lampre-Merida                | 5       | -     | -      | 5     |
| Antonio Piedra     | Funvic Soul Cycles-Carrefour | 5       | -     | -      | 5     |
| Leszek Pluciński   | CCC Sprandi Polkowice        | 5       | -     | -      | 5     |
| Davide Rebellin    | CCC Sprandi Polkowice        | 5       | -     | -      | 5     |
| Sylwester Szmyd    | CCC Sprandi Polkowice        | 5       | -     | -      | 5     |
| Mateusz Taciak     | CCC Sprandi Polkowice        | 5       | -     | -      | 5     |
| Sven van Luijk     | Parkhotel Valkenburg         | 5       | -     | -      | 5     |
| David Belda        | Roth                         | 3       | -     | -      | 3     |
| Roberto Ferrari    | Lampre-Merida                | 3       | -     | -      | 3     |
| Domingos Gonçalves | Caja Rural-Seguros RGA       | 3       | -     | -      | 3     |
| Jan Hirt           | CCC Sprandi Polkowice        | 3       | -     | -      | 3     |
| Lukas Jaun         | Roth                         | 3       | -     | -      | 3     |
| Fatih Keleş        | Torku Şekerspor              | 3       | -     | -      | 3     |
| Viesturs Lukševics | Alpha Baltic-Maratoni.lv     | 3       | -     | -      | 3     |
| Ahmet Örken        | Torku Şekerspor              | 3       | -     | -      | 3     |
| Peter Schulting    | Parkhotel Valkenburg         | 3       | -     | -      | 3     |

## Évolution des classements
| Étape              | Vainqueur          | Classement général | Classement par points | Classement de la montagne | Classement des beauties of Turkey | Classement par équipes |
| ------------------ | ------------------ | ------------------ | --------------------- | ------------------------- | --------------------------------- | ---------------------- |
| 1                  | Przemysław Niemiec | Przemysław Niemiec | Przemysław Niemiec    | Rémy Di Grégorio          | Lluís Mas                         | Lampre-Merida          |
| 2                  | Peio Bilbao        | Przemysław Niemiec | José Gonçalves        | Rémy Di Grégorio          | Lluís Mas                         | Caja Rural-Seguros RGA |
| 3                  | André Greipel      | Peio Bilbao        | José Gonçalves        | Rémy Di Grégorio          | Lluís Mas                         | Caja Rural-Seguros RGA |
| 4                  | Sacha Modolo       | Peio Bilbao        | José Gonçalves        | Rémy Di Grégorio          | Lluís Mas                         | Caja Rural-Seguros RGA |
| 5                  | Jakub Mareczko     | Peio Bilbao        | Alberto Cecchin       | Rémy Di Grégorio          | Lluís Mas                         | Caja Rural-Seguros RGA |
| 6                  | Jaime Rosón        | José Gonçalves     | José Gonçalves        | Przemysław Niemiec        | Lluís Mas                         | Caja Rural-Seguros RGA |
| 7                  | Sacha Modolo       | José Gonçalves     | Manuel Belletti       | Przemysław Niemiec        | Lluís Mas                         | Caja Rural-Seguros RGA |
| 8                  | Jakub Mareczko     | José Gonçalves     | Manuel Belletti       | Przemysław Niemiec        | Lluís Mas                         | Caja Rural-Seguros RGA |
| Classements finals | Classements finals | José Gonçalves     | Manuel Belletti       | Przemysław Niemiec        | Lluís Mas                         | Caja Rural-Seguros RGA |

## Liste des participants
- Liste des participants

| Légende                             | Légende                                                                                                  | Légende                                     | Légende                                                                                         |
| ----------------------------------- | --- | ------------------------------------------- | ----------------------------------------------------------------------------------------------- |
| Num                                 | Dossard de départ porté par le coureur sur ce Tour de Turquie                                            | Pos                                         | Position finale au classement général                                                           |
| Leader du classement général        | Indique le vainqueur du classement général                                                               | Leader du classement par points             | Indique le vainqueur du classement par points                                                   |
| Leader du classement de la montagne | Indique le vainqueur du classement de la montagne                                                        | Leader du classement des beauties of Turkey | Indique le vainqueur du classement des beauties of Turkey                                       |
|                                     | Indique un maillot de champion national ou mondial, suivi de sa spécialité                               | #                                           | Indique la meilleure équipe                                                                     |
| NP                                  | Indique un coureur qui n'a pas pris le départ d'une étape, suivi du numéro de l'étape où il s'est retiré | AB                                          | Indique un coureur qui n'a pas terminé une étape, suivi du numéro de l'étape où il s'est retiré |
| HD                                  | Indique un coureur qui a terminé une étape hors des délais, suivi du numéro de l'étape                   | DSQ                                         | Indique un coureur qui a été disqualifié de la course, suivi du numéro de l'étape               |

| Lampre-Merida LAM     | Lampre-Merida LAM           | Lampre-Merida LAM |
| --------------------- | --------------------------- | ----------------- |
| Num                   | Coureur                     | Pos               |
| 1                     | Kristijan Đurasek (CRO)     | 26e               |
| 2                     | Chun Kai Feng (TPE) (Route) | AB-2              |
| 3                     | Roberto Ferrari (ITA)       | 40e               |
| 4                     | Ilia Koshevoy (BLR)         | 24e               |
| 5                     | Sacha Modolo (ITA)          | 52e               |
| 6                     | Przemysław Niemiec (POL)    | 19e               |
| 7                     | Simone Petilli (ITA)        | 29e               |
| 8                     | Xu Gang (CHN)               | NP-7              |
| Directeur sportif : ? |                             |                   |

| Lotto-Soudal LTS      | Lotto-Soudal LTS        | Lotto-Soudal LTS |
| --------------------- | ----------------------- | ---------------- |
| Num                   | Coureur                 | Pos              |
| 11                    | Stig Broeckx (BEL)      | 7e               |
| 12                    | Gert Dockx (BEL)        | 8e               |
| 13                    | Frederik Frison (BEL)   | 48e              |
| 14                    | André Greipel (GER)     | NP-6             |
| 15                    | Adam Hansen (AUS)       | 5e               |
| 16                    | Gregory Henderson (NZL) | 6e               |
| 17                    | Jelle Wallays (BEL)     | NP-6             |
| 18                    | Kris Boeckmans (BEL)    | 41e              |
| Directeur sportif : ? |                         |                  |

| Caja Rural-Seguros RGA # CJR | Caja Rural-Seguros RGA # CJR | Caja Rural-Seguros RGA # CJR |
| ---------------------------- | ---------------------------- | ---------------------------- |
| Num                          | Coureur                      | Pos                          |
| 21                           | Peio Bilbao (ESP)            | AB-7                         |
| 22                           | José Gonçalves (POR)         | 1er                          |
| 23                           | Ricardo Vilela (POR)         | 11e                          |
| 24                           | Jaime Rosón (ESP)            | 9e                           |
| 25                           | David Arroyo (ESP)           | 2e                           |
| 26                           | Lluís Mas (ESP)              | 4e                           |
| 27                           | Carlos Barbero (ESP)         | AB-1                         |
| 28                           | Domingos Gonçalves (POR)     | 36e                          |
| Directeur sportif : ?        |                              |                              |

| CCC Sprandi Polkowice CCC | CCC Sprandi Polkowice CCC      | CCC Sprandi Polkowice CCC |
| ------------------------- | ------------------------------ | ------------------------- |
| Num                       | Coureur                        | Pos                       |
| 31                        | Grzegorz Stępniak (POL)        | 67e                       |
| 32                        | Mateusz Taciak (POL)           | 18e                       |
| 33                        | Nikolay Mihaylov (BUL) (Route) | 42e                       |
| 34                        | Davide Rebellin (ITA)          | 22e                       |
| 35                        | Leszek Pluciński (POL)         | 25e                       |
| 36                        | Sylwester Szmyd (POL)          | 21e                       |
| 37                        | Jan Hirt (CZE)                 | 34e                       |
| 38                        | Branislau Samoilau (BLR)       | 65e                       |
| Directeur sportif : ?     |                                |                           |

| Delko-Marseille Provence-KTM DMP | Delko-Marseille Provence-KTM DMP | Delko-Marseille Provence-KTM DMP |
| -------------------------------- | -------------------------------- | -------------------------------- |
| Num                              | Coureur                          | Pos                              |
| 41                               | Daniel Díaz (ARG)                | 66e                              |
| 42                               | Quentin Pacher (FRA)             | 12e                              |
| 43                               | Christophe Laborie (FRA)         | 43e                              |
| 44                               | Fredrik Strand Galta (NOR)       | 56e                              |
| 45                               | Rémy Di Grégorio (FRA)           | 50e                              |
| 46                               | Mikel Aristi (ESP)               | AB-4                             |
| 47                               |                                  |                                  |
| 48                               |                                  |                                  |
| Directeur sportif : ?            |                                  |                                  |

| Funvic Soul Cycles-Carrefour FSC | Funvic Soul Cycles-Carrefour FSC | Funvic Soul Cycles-Carrefour FSC |
| -------------------------------- | -------------------------------- | -------------------------------- |
| Num                              | Coureur                          | Pos                              |
| 51                               | Antonio Piedra (ESP)             | 27e                              |
| 52                               | Pablo Urtasun (ESP)              | 70e                              |
| 53                               | Magno Nazaret (BRA)              | AB-1                             |
| 54                               | Alex Diniz (BRA)                 | NP-5                             |
| 55                               | Francisco Chamorro (ARG)         | 89e                              |
| 56                               | Roberto Pinheiro (BRA)           | AB-7                             |
| 57                               | André Almeida (BRA)              | 81e                              |
| 58                               | Nathan Mahler (BRA)              | AB-3                             |
| Directeur sportif : ?            |                                  |                                  |

| Nippo-Vini Fantini NIP | Nippo-Vini Fantini NIP         | Nippo-Vini Fantini NIP |
| ---------------------- | ------------------------------ | ---------------------- |
| Num                    | Coureur                        | Pos                    |
| 61                     | Daniele Colli (ITA)            | 28e                    |
| 62                     | Eduard-Michael Grosu (ROU)     | 45e                    |
| 63                     | Yūma Koishi (JPN)              | AB-1                   |
| 64                     | Nicolas Marini (ITA)           | AB-1                   |
| 65                     | Manabu Ishibashi (JPN)         | 76e                    |
| 66                     | Riccardo Stacchiotti (ITA)     | 51e                    |
| 67                     | Antonio Viola (ITA)            | 79e                    |
| 68                     | Kazushige Kuboki (JPN) (Route) | 85e                    |
| Directeur sportif : ?  |                                |                        |

| Southeast-Venezuela STH | Southeast-Venezuela STH | Southeast-Venezuela STH |
| ----------------------- | ----------------------- | ----------------------- |
| Num                     | Coureur                 | Pos                     |
| 71                      | Manuel Belletti (ITA)   | 59e                     |
| 72                      | Liam Bertazzo (ITA)     | 58e                     |
| 73                      | Matteo Draperi (ITA)    | 80e                     |
| 74                      | Enrique Sanz (ESP)      | NP-6                    |
| 75                      | Jakub Mareczko (ITA)    | 71e                     |
| 76                      | Eugert Zhupa (ALB)      | 60e                     |
| 77                      | Mirko Tedeschi (ITA)    | 53e                     |
| 78                      | Andrea Dal Col (ITA)    | AB-2                    |
| Directeur sportif : ?   |                         |                         |

| Roth ROT              | Roth ROT                 | Roth ROT |
| --------------------- | ------------------------ | -------- |
| Num                   | Coureur                  | Pos      |
| 81                    | Nicolas Baldo (FRA)      | 73e      |
| 82                    | David Belda (ESP)        | 37e      |
| 83                    | Grischa Janorschke (GER) | 83e      |
| 84                    | Lucas Gaday (ARG)        | AB-7     |
| 85                    | Lukas Jaun (SUI)         | 31e      |
| 86                    | Colin Stüssi (SUI)       | 77e      |
| 87                    | Alberto Cecchin (ITA)    | 32e      |
| 88                    | Nicola Toffali (ITA)     | 64e      |
| Directeur sportif : ? |                          |          |

| Verva ActiveJet VAT   | Verva ActiveJet VAT       | Verva ActiveJet VAT |
| --------------------- | ------------------------- | ------------------- |
| Num                   | Coureur                   | Pos                 |
| 91                    | Daniel Staniszewski (POL) | AB-5                |
| 92                    | Paweł Charucki (POL)      | AB-3                |
| 93                    | Adrian Banaszek (POL)     | AB-8                |
| 94                    | Michał Podlaski (POL)     | 44e                 |
| 95                    | Karel Hník (CZE)          | 15e                 |
| 96                    | Paweł Cieślik (POL)       | 17e                 |
| 97                    | Norbert Banaszek (POL)    | DSQ-4               |
| 98                    |                           |                     |
| Directeur sportif : ? |                           |                     |

| Alpha Baltic-Maratoni.lv ALB | Alpha Baltic-Maratoni.lv ALB | Alpha Baltic-Maratoni.lv ALB |
| ---------------------------- | ---------------------------- | ---------------------------- |
| Num                          | Coureur                      | Pos                          |
| 101                          | Viesturs Lukševics (LAT)     | 39e                          |
| 102                          | Andris Smirnovs (LAT)        | 62e                          |
| 103                          |                              |                              |
| 104                          | Kaspars Sergis (LAT)         | 90e                          |
| 105                          | Kristofers Rācenājs (LAT)    | AB-8                         |
| 106                          |                              |                              |
| 107                          | Valters Čakšs (LAT)          | NP-2                         |
| 108                          | Ansis Brēmanis (LAT)         | AB-2                         |
| Directeur sportif : ?        |                              |                              |

| Astana City TSE       | Astana City TSE           | Astana City TSE |
| --------------------- | ------------------------- | --------------- |
| Num                   | Coureur                   | Pos             |
| 111                   | Galym Akhmetov (KAZ)      | 23e             |
| 112                   | Anton Kuzmin (KAZ)        | 57e             |
| 113                   | Nurbolat Kulimbetov (KAZ) | 88e             |
| 114                   | Matvey Nikitin (KAZ)      | NP-7            |
| 115                   | Nikita Stalnov (KAZ)      | 3e              |
| 116                   | Yuriy Chsherbinin (KAZ)   | 55e             |
| 117                   | Vadim Galeyev (KAZ)       | 72e             |
| 118                   | Maxim Satlikov (KAZ)      | 82e             |
| Directeur sportif : ? |                           |                 |

| Hrinkow Advarics Cycleang HAC | Hrinkow Advarics Cycleang HAC | Hrinkow Advarics Cycleang HAC |
| ----------------------------- | ----------------------------- | ----------------------------- |
| Num                           | Coureur                       | Pos                           |
| 121                           | Sebastian Baldauf (GER)       | AB-1                          |
| 122                           | Josef Benetseder (AUT)        | AB-1                          |
| 123                           | Florian Gaugl (AUT)           | 78e                           |
| 124                           | Andreas Graf (AUT)            | 87e                           |
| 125                           | Raphael Hammerschmid (AUT)    | 75e                           |
| 126                           | Dominik Hrinkow (AUT)         | 47e                           |
| 127                           | Alexander Meier (GER)         | 63e                           |
| 128                           | Johannes Windischbauer (AUT)  | AB-1                          |
| Directeur sportif : ?         |                               |                               |

| Parkhotel Valkenburg PVC | Parkhotel Valkenburg PVC | Parkhotel Valkenburg PVC |
| ------------------------ | ------------------------ | ------------------------ |
| Num                      | Coureur                  | Pos                      |
| 131                      | Massimo Graziato (ITA)   | NP-8                     |
| 132                      | Jochem Hoekstra (NED)    | 16e                      |
| 133                      | Sven van Luijk (NED)     | 20e                      |
| 134                      | Bram Nolten (NED)        | AB-8                     |
| 135                      | Jasper Ockeloen (NED)    | 14e                      |
| 136                      | Peter Schulting (NED)    | 35e                      |
| 137                      | Marco Zanotti (ITA)      | 46e                      |
| 138                      | Remco te Brake (NED)     | NP-8                     |
| Directeur sportif : ?    |                          |                          |

| Torku Şekerspor TRK   | Torku Şekerspor TRK         | Torku Şekerspor TRK |
| --------------------- | --------------------------- | ------------------- |
| Num                   | Coureur                     | Pos                 |
| 141                   | Nazim Bakırcı (TUR)         | 30e                 |
| 142                   | Mustafa Sayar (TUR)         | NP-5                |
| 143                   | Feritcan Şamlı (TUR)        | 54e                 |
| 144                   | Muhammet Atalay (TUR)       | 69e                 |
| 145                   | Ahmet Akdilek (TUR) (Route) | 61e                 |
| 146                   | Ahmet Örken (TUR)           | 38e                 |
| 147                   | Fatih Keleş (TUR)           | 33e                 |
| 148                   | Rasim Reis (TUR)            | AB-2                |
| Directeur sportif : ? |                             |                     |

| Unieuro Wilier UNI    | Unieuro Wilier UNI        | Unieuro Wilier UNI |
| --------------------- | ------------------------- | ------------------ |
| Num                   | Coureur                   | Pos                |
| 151                   | Marco Molteni (ITA)       | 86e                |
| 152                   | Simone Ravanelli (ITA)    | 68e                |
| 153                   | Giovanni Pedretti (ITA)   | 84e                |
| 154                   | Alessandro Malaguti (ITA) | 49e                |
| 155                   | Matteo Malucelli (ITA)    | NP-8               |
| 156                   | Enrico Salvador (ITA)     | 74e                |
| 157                   | Giovanni Carboni (ITA)    | 13e                |
| 158                   | Mauro Finetto (ITA)       | 10e                |
| Directeur sportif : ? |                           |                    |